# 第5実験室
『第5実験室』（だいごじっけんしつ）は1999年12月12日に発売された日本のバンド、cali≠gariのスタジオ・アルバム。

## 解説
- 「奇形メルヘン音楽隊」cali≠gariの、フルアルバムにして、5度目の実験室シリーズ。ジャケットイラストはデッサン人形。全体的にダークでアングラな音楽性となっている。
- このアルバムからドラムスに誠が加入。また、実質秀児がボーカルを務める最後のアルバムとなる。
- 「せんちめんたる」「月夜の遊歩道」の2曲は前任ドラムの松井克弥が担当している。
- 「歪んだ鏡」「弱虫毛虫」「冬の日」の三曲には、PVが存在する。後日発売の映像作品『視聴覚集「冬の日」』には冬の日、『視聴覚集「プロモーション(1)」』には上記三曲のPVが収録されている。
- 青が作詞作曲をした楽曲は、後に石井秀仁ボーカル、武井誠ドラムスによって全て再録され、2001年1月1日発売のアルバム『再教育(右)(左)』に収録された。

## 収録曲
1. 「第5実験室」入口
2. ゼリー
（作詞・作曲:青）
3. 歪んだ鏡
（作詞・作曲:秀児）
4. カラス
（作詞:秀児　作曲:研次郎）
5. ドラマ「せんちめんたる」
（主演:青、オナン・スペルマーメイド、YA-SU）
6. せんちめんたる
（作詞・作曲:青）
7. はにかみ屋の僕
（作詞・作曲:秀児）
8. 月夜の遊歩道
（作詞:秀児　作曲:研次郎）
後に「第2実験室 改訂版に収録された「夏の日」において、ラストサビが引用されている。
9. 37564。
（作詞・作曲:青）
10. 弱虫毛虫
（作詞:秀児　作曲:研次郎）
11. 冬の日
（作詞・作曲:青）
12. 「依存」という名の病気を治療する病院
（作詞・作曲:青）
13. 「第5実験室」出口

## 第5実験室 予告版
1. ○○○○○○
1曲目の前にギャップを利用して収録されている。
2. せんちめんたる
3. 月夜の遊歩道
4. カリガリのコマーシャル「第5実験室」

## メンバー
- 秀児（ボーカル）
- 青（ギター）
- 研次郎（ベース）
- 誠（ドラム）
- 克弥（ドラム）